# Râmnicu Sărat
Râmnicu Sărat is een stad in het Roemeense district Buzău in de regio Walachije.

## Geboren
- Petre Antonescu (1873-1965), architect en onderwijzer
- Saul Steinberg (15 juni 1914-1999), kunstenaar
- Ștefan Petrescu (1 juli 1931-1993), schutter